# Master București
Master București, fostă Institutul Național de Motoare Termice (INMT), este o companie din România care are ca obiect de activitate cercetarea și dezvoltarea în știinte fizice și naturale.
AVAS deține 66,6% din capitalul Master SA, iar ceilalți acționari minoritari sunt bănci și societăți de investiții financiare care cumulează 33,2% din acțiuni.